# Albert Snouck Hurgronje
Albert Snouck Hurgronje (Prajekan, 30 maggio 1903 – L'Aia, 28 giugno 1967) è stato un calciatore olandese, di ruolo attaccante.

## Carriera

### Club
Ha sempre giocato nel campionato olandese.

### Nazionale
Ha rappresentato la Nazionale del proprio paese alle Olimpiadi del 1924.